# Anopsicus quietus
Anopsicus quietus är en spindelart som först beskrevs av Willis J. Gertsch 1973.  Anopsicus quietus ingår i släktet Anopsicus och familjen dallerspindlar.
Artens utbredningsområde är Guatemala. Inga underarter finns listade i Catalogue of Life.